# Чэнь Хайвэй
Чэнь Хайвэ́й (кит. упр. 陈海威, пиньинь Chén Hǎiwēi, род. 30 декабря 1994) — китайский фехтовальщик на рапирах, чемпион Азии, призёр чемпионатов мира.

## Биография
Родился в 1994 году в Цюаньчжоу провинции Фуцзянь. В 2013 году стал бронзовым призёром чемпионата Азии. В 2014 году стал серебряным призёром чемпионата мира, обладателем серебряной и бронзовой медалей Азиатских игр, и завоевал золотую и серебряную медали чемпионата Азии. В 2015 году выиграл "бронзу" чемпионата мира в командной рапире.